# Jim Lemley
Jim Lemley est un producteur et acteur américain, né le 9 mars 1965 à Seattle.

## Vie privée
Il a été le conjoint de Sophie Marceau de 1999 à 2007. Ils ont eu une fille, Juliette, née en 2002.[réf. nécessaire]

## Filmographie

### Producteur
- 1997 : Anna Karénine
- 2000 : The Three Stooges (TV)
- 2001 : Invincible (TV)
- 2002 : Nous étions soldats (We Were Soldiers)
- 2005 : Red Eye : Sous haute pression (Red Eye)
- 2006 : Tristan et Yseult (Tristan + Isolde)
- 2009 : Numéro 9

Projet
Il est actuellement chargé du projet de l'adaptation cinématographique du best-seller Oksa Pollock.

### Acteur
- 2005 : Red Eye : Sous haute pression (Red Eye) : Man on Fishing Boat